# Xã Van Buren, Quận Clay, Indiana
Xã Van Buren (tiếng Anh: Van Buren Township) là một xã thuộc quận Clay, tiểu bang Indiana, Hoa Kỳ. Năm 2010, dân số của xã này là 3.528 người.